# Mycalesis hewitsonii
Mycalesis hewitsonii är en fjärilsart som beskrevs av Doumet 1861. Mycalesis hewitsonii ingår i släktet Mycalesis och familjen praktfjärilar. Inga underarter finns listade i Catalogue of Life.